# Oleksiy Sych
Oleksiy Sych (en ukrainien : Олексій Сич), né le 1er avril 2001 à Zorya en Ukraine, est un footballeur ukrainien. Il joue au poste d'arrière droit au Rukh Lviv.

## Biographie

### En club
Né à Zorya en Ukraine, Oleksiy Sych est formé au Karpaty Lviv. Il joue son premier match en professionnel le 14 mars 2020, face au PFC Lviv, en championnat. Il est titularisé et les deux équipes se neutralisent (1-1 score final).
En octobre 2020, Sych rejoint le Rukh Lviv. Il signe un contrat de cinq ans mais est intégré à l'équipe réserve avant d'être promu en équipe première en janvier 2021. Il joue son premier match avec l'équipe première le 8 mars 2021, face au FK Desna Tchernihiv, en championnat. Il entre en jeu et son équipe s'incline par quatre buts à zéro.
Le 6 septembre 2022, Oleksiy Sych est prêté en Belgique, au KV Courtrai, pour une saison.

### En sélection
Oleksiy Sych joue son premier match avec l'équipe d'Ukraine espoirs le 24 mars 2021 contre la Bulgarie. Il est titularisé et son équipe s'incline par deux buts à un.